# VB Addu Football Club
Maillots
Le VB Addu Football Club (en maldivien : ވީބީ ސްޕޯޓްސް ކްލަބް), plus couramment abrégé en VB Addu, est un club maldivien de football fondé en 1987 et basé à Malé, la capitale de l'archipel.

## Histoire
Fondé en 1987 sous le nom de Orchid Sports Club, le club est par la suite acheté par les propriétaires d'un autre club de Malé, Club Lagoons, et prend le nom de New Lagoons.
En 2000, il est repris en main par un groupe d'investisseurs venus de l'Atoll Addu et devient le Island Football Club.
En novembre 2006, il change encore une fois d'appelation pour devenir VB Sports. Une dernière modification a lieu en janvier 2012 avec un nouveau nom, VB Addu Football Club.
Le club remporte ses premiers titres en 2002 avec un succès en Coupe, suivi d'un second l'année suivante. Mais c'est à partir de 2008 que la formation de Malé va véritablement avoir la mainmise sur le football maldivien avec un titre de champion obtenu en 2010, une place de finaliste la saison précédente, assortis de deux Coupes plus une finale perdue. Cette domination, aussi brève qu'intense, a permis au VB Sports de participer durant quatre années d'affilée à la Coupe de l'AFC.
En 2013, à l'issue d'une saison ratée, le VB Addu FC est relégué en deuxième division.

## Palmarès
| \| - Championnat des Maldives (1) : - Champion : 2010. - Coupe des Maldives (4) : - Vainqueur : 2002, 2003, 2008 et 2011. - Finaliste : 2009. \| \| - Supercoupe des Maldives : - Finaliste : 2008. - Maldivian Charity Shield (3) : - Vainqueur : 2010, 2011 et 2012. - Finaliste : 2009. \| |  | |
| - Championnat des Maldives (1) : - Champion : 2010. - Coupe des Maldives (4) : - Vainqueur : 2002, 2003, 2008 et 2011. - Finaliste : 2009. |  | - Supercoupe des Maldives : - Finaliste : 2008. - Maldivian Charity Shield (3) : - Vainqueur : 2010, 2011 et 2012. - Finaliste : 2009. |

## Personnalités du club

### Présidents du club
- Hamid Ismail
- Hassan Shiyam

### Entraîneurs du club
- László Kiss
- Bahtiyar Can Vanlı